# Vavilov
Vavilov je priimek več oseb:
- Afanasij Petrovič Vavilov, sovjetski general
- Nikolaj Ivanovič Vavilov, ruski botanik
- Sergej Ivanovič Vavilov, sovjetski fizik

Vavilov je ime dveh podmorskih ognjenikov, imenovanih po Nikolaju Ivanoviču:
- Vavilov (ruski ognjenik) v Ohotskem morju na koordinatah 46°55' N e 150°30' E
- Vavilov (italijanski ognjenik) v Tirenskem morju na koordinatah 39° 51' N - 12° 35' E